# Hrabstwo Calhoun (Wirginia Zachodnia)
Hrabstwo Calhoun (ang. Calhoun County) – hrabstwo w stanie Wirginia Zachodnia w Stanach Zjednoczonych. Obszar całkowity hrabstwa obejmuje powierzchnię 280,64 mil² (726,85 km²). Według szacunków United States Census Bureau w roku 2010 miało 7627 mieszkańców.
Hrabstwo powstało w 1856 roku. 

## Miasta

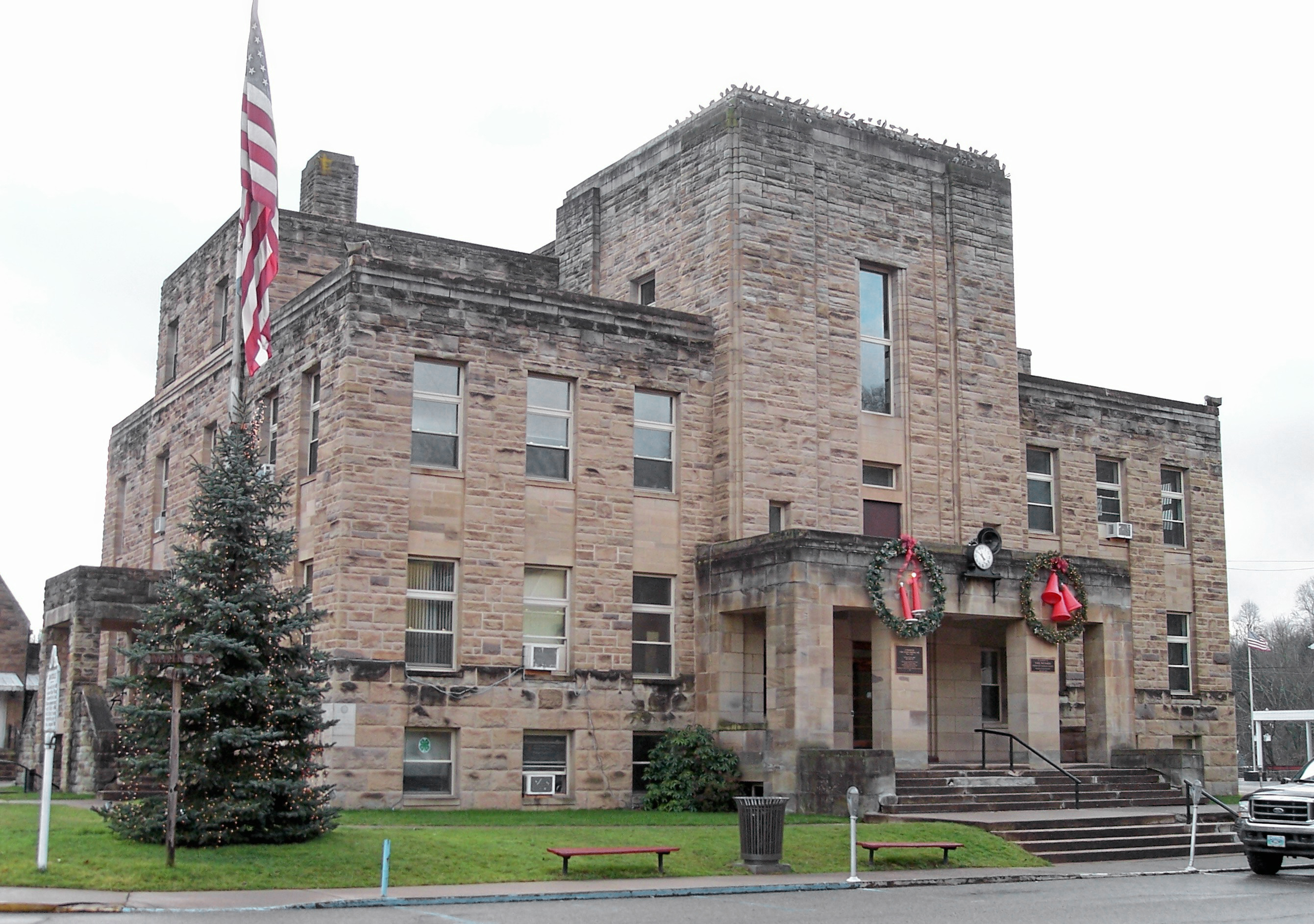
Budynek administracji (courthouse) w Grantsville

- Grantsville[4]

| Populacja hrabstwa w poprzednich latach | Populacja hrabstwa w poprzednich latach |
| Rok                                     | Liczba ludności                         |
| --------------------------------------- | --------------------------------------- |
| 1980                                    | 8181                                    |
| 1990                                    | 7885                                    |
| 2000                                    | 7582                                    |
| 2010                                    | 7627                                    |